# Antonio do Brinco
Antonio do Brinco is een dorp aan de Lawarivier in het ressort Tapanahony in Suriname. Het ligt dicht bij Peruano en Ronaldo. Aan de overzijde ligt het dorp Maripasoula in Frans-Guyana.

## Goudzoekersdorp
Antonio do Brinco is een goudzoekersdorp en wordt ook wel een garimpeiro settlement genoemd, omdat veel inwoners van het dorp Braziliaanse goudzoekers zijn. Vrijwel aan Antonio vast ligt stroomopwaarts het dorp Peruano. Vijf à tien kilometer stroomafwaarts ligt Benzdorp, dat eveneens afhankelijk is van de goudmijnbouw.
Het dorp werd vernoemd naar "Antonio met de oorring", de eerste Braziliaan die op deze locatie een commercieel pand neerzette.

## New Albina
Het dorp ligt lintvormig langs de rivier en heeft meerdere winkels, bars, restaurants en bordelen. De winkels zijn ook in trek bij Fransen omdat de prijzen in Suriname goedkoper zijn. Om die reden wordt het dorp aan Franse zijde ook wel Albina 2 en New Albina genoemd. Het dorp ontstond aan het begin van de 21e eeuw en groeide in 2015 uit naar tussen de vijfhonderd en duizend inwoners.

## Volksgezondheid
De gezondheidsomstandigheden zijn aan het begin van de 21e eeuw problematisch in garimpeiro settlements als Antonio. In het algemeen geldt deze situatie ook voor de traditionele bewoners van dit gebied, zowel voor de inheemsen als de marrons, en worden die door de goudwinning vergroot. Er is in het gebied beperkte toegang tot sanitaire en nutsvoorzieningen, veilig drinkwater (risico op kwikvergiftiging), elektriciteit, educatie en medische diensten. Daarnaast zijn er risico's op ziektes als malaria, leishmaniasis en hiv/aids. Tijdens de Health Awareness Week in 2016 bezochten het ministerie van Volksgezondheid en de Medische Zending de regio om de lokale gemeenschappen in contact te brengen met de Medische Zending, waarbij een permanente medische post voor dit gebied werd aangekondigd. Ook werden gratis onderzoeken aangeboden, zoals naar diabetes en hoge bloeddruk.
Terwijl er op 27 juni 2020, tijdens de coronacrisis in Suriname, landelijk een niet eerder geziene stijging met 76 nieuwe besmettingen werd vastgesteld, bleek het hier onder meer om vijftien inwoners uit Antonio do Brinco te gaan. In de drie dagen erna liep het aantal besmettingen in Antonio verder op tot 36 personen die allen van oorsprong uit Brazilië komen.

## Branden van 2019 en 2024
Een dag voor Kerstmis in 2019 brak er brand uit in een winkelpand waarbij een echtpaar met de Chinese nationaliteit het leven liet. Bij elkaar brandden vier winkels af en werd een vijfde leeggeplunderd. Omstanders probeerden de brand te blussen met water uit de Lawa. De brand ontstond 's avonds en was de volgende ochtend om 6 uur onder controle. De brand kon uitgroeien to een dergelijke omvang door verkeerd opgeslagen benzinevaten, die vaak onbeheerd achter werden gelaten in afwachting van hervulling. Volgens Ronnie Brunswijk, de politiek leider van de ABOP, zou de omvang van de brand ook aan de opeengepakte bebouwing te wijten zijn geweest. Hij zou over de gevaarlijke situatie eerder zijn beklag hebben gedaan bij de districtscommissaris, August Bado.
In oktober 2024 was er opnieuw een grote brand die vijf winkelpanden in de as legde. Kenneth Amoksi, de minister van Justitie en Politie, kondigde aan dat hij maatregelen wilde nemen. Er zou her en der zonder vergunningen gebouwd worden en zou brandgevaar met zich mee hebben gebracht. Bij de brand werden harde knallen gehoord, die mogelijk afkomstig waren van gascilinders.